# Manillar

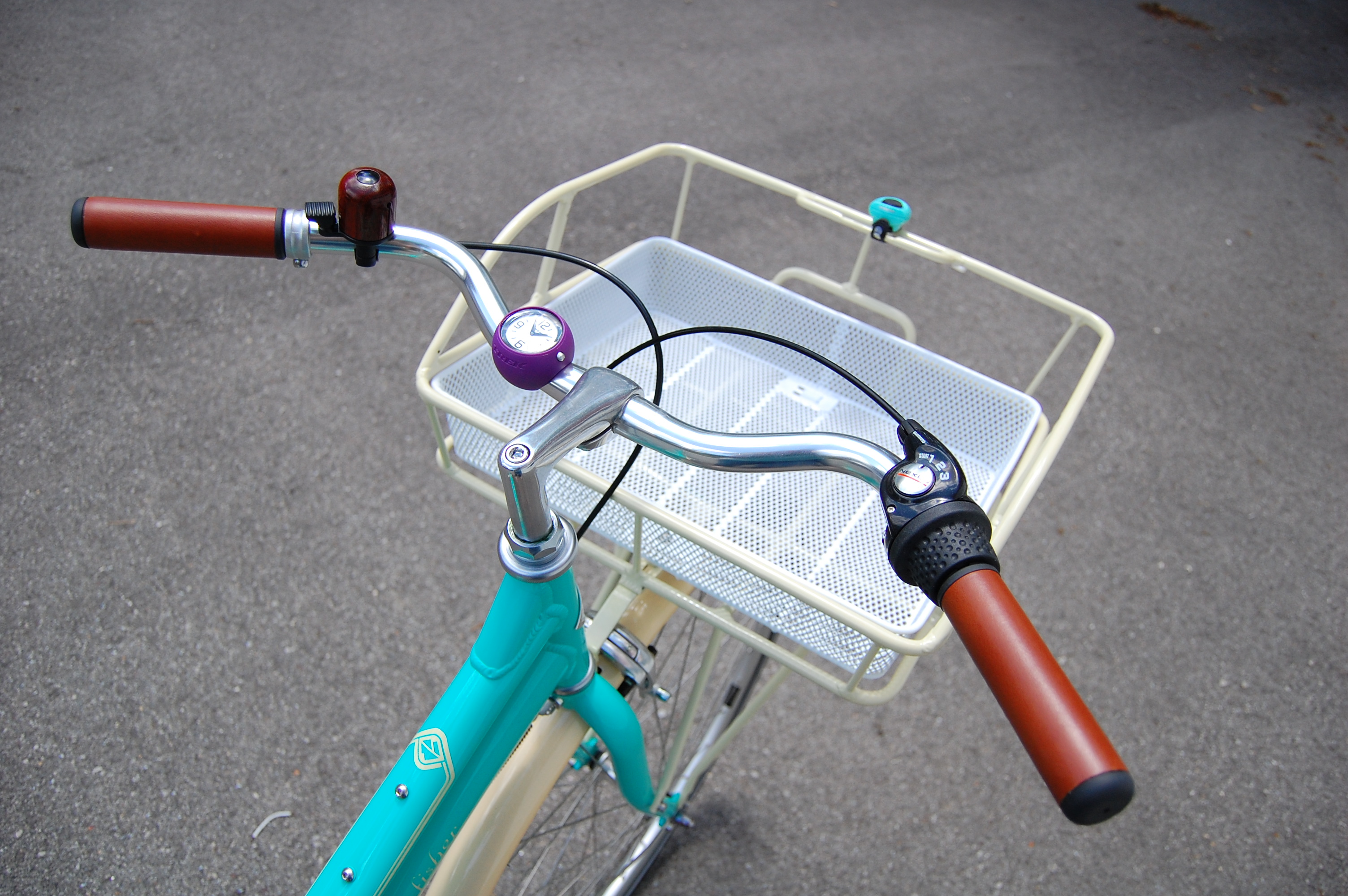
Manillar de passeig amb empunyadures de cuir, cistella, manetes de canvi, timbre i rellotge.

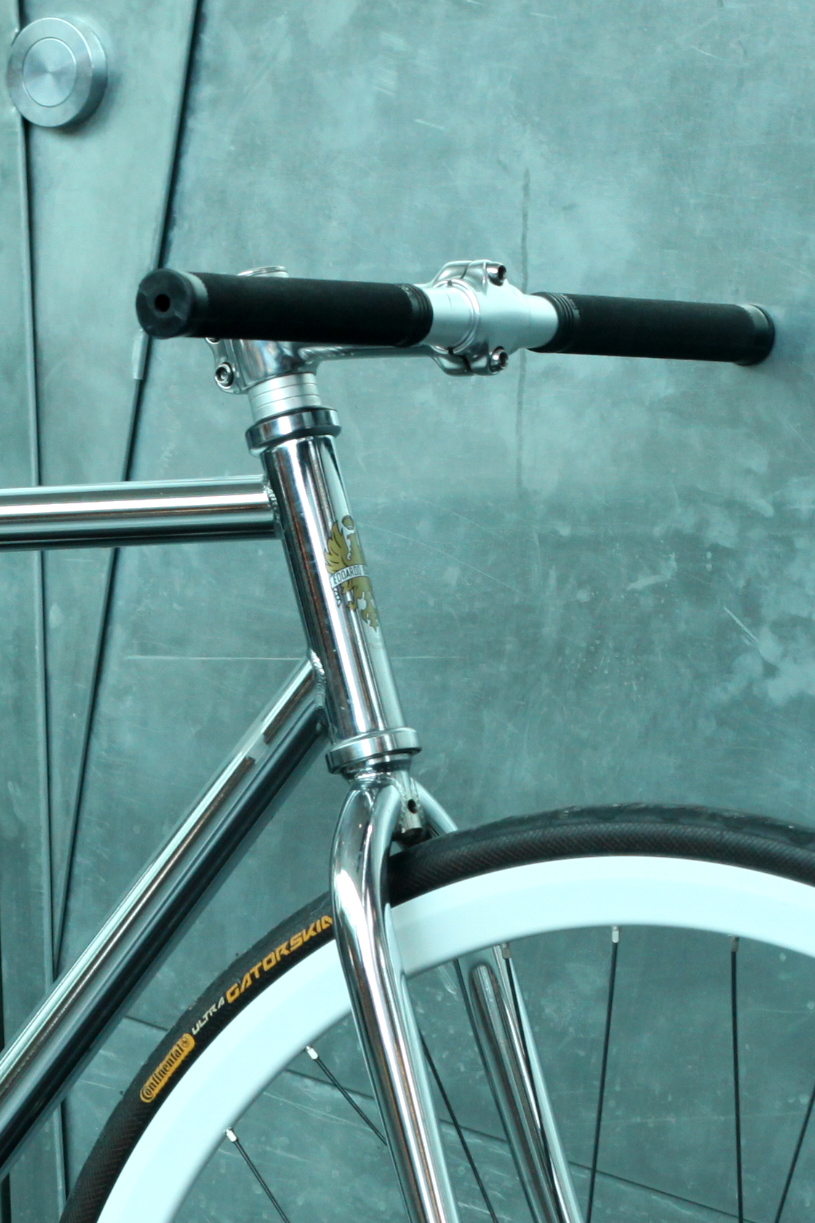
Manillar pla.

El manillar d'una bicicleta, és el mecanisme de direcció per a les bicicletes, l'equivalent d'un volant. A més de la direcció, el manillar també en la majoria de les vegades, segons la seva posició de conducció, dona suport a una part del pes del ciclista i proporciona un lloc convenient per al muntatge de les palanques de fre, manetes de canvi, timbres i ciclocomputador.
El Manillar té una varietat de tipus dissenyats per a determinats tipus de conducció:
- Passeig
- Pla
- Bigoti
- Carretera
- Banya
- Porteur
- Turisme
- Triatló
- Motocròs